# Roland von Rainals
Tage Roland von Rainals, född 1 december 1927 i Uddevalla församling, Göteborgs och Bohus län, död 25 april 1996 i Snöstorps församling, Hallands län
, var en svensk målare.
Rainals studerade vid Gerlesborgsskolan i Bohuslän och i Georg Suttners Septemberakademi. Han var därefter anställd som teaterdekoratör vid Göteborgs stadsteater. Separat ställde han ut på ett flertal platser i Sverige och medverkade i samlingsutställningar i Ålborg, Tønsberg samt i Los Angeles. Hans konst består av mariner och landskapsbilder med skärgårds- och havsmotiv.
Åren 1942–1945 var han frivillig soldat i tyska Waffen-SS.
Han medverkade med mindre roller i Mats Helge Olssons filmer I död mans spår 1975 och The Frozen Star 1977.